# Lubey
Lubey – miejscowość i gmina we Francji, w regionie Grand Est, w departamencie Meurthe i Mozela.
Według danych na rok 1990 gminę zamieszkiwały 173 osoby, a gęstość zaludnienia wynosiła 44 osób/km² (wśród 2335 gmin Lotaryngii Lubey plasuje się na 872. miejscu pod względem liczby ludności, natomiast pod względem powierzchni na miejscu 1100.).

## Populacja

Populacja Lubey w latach 1962–2008